# Feldbahnen von Sexey-aux-Forges und Pont-Saint-Vincent
| Dampflok mit Decauville-Kipploren der Eisenerzmine Sainte-Anne bei Sexey-aux-Forges |                                                  |                                     |                                     |
| Ehemalige Trassen der Feldbahnen (rot) und der Material- seilbahn (rot gestrichelt) auf einer Karte von 2024 |                                                  |                                     |                                     |
| Streckenlänge: | 0,3 bis 0,9 km                                   |                                     |                                     |
| Spurweite: | Bois du Four: 630 mm, sonst unbekannt, um 600 mm |                                     |                                     |
| |                                                  |                                     |                                     |
| \| \| \| Maron u. Feldbahn Grande-Goutte \| \| \| \| Mine Ste-Anne Feldbahn und Seilbahn \| \| \| \| Mine Bois-du-Four Standseilbahn \| \| \| \| Mine Sainte Barbe Standseilbahn \| \| \| \| Mine Saint Jean Standseilbahn \| |                                                  |                                     |                                     |
| Bahnhof |                                                  | Maron u. Feldbahn Grande-Goutte     | Maron u. Feldbahn Grande-Goutte     |
| Betriebs-/Güterbahnhof Streckenanfang und quer (Strecke außer Betrieb) · Betriebs-/Güterbahnhof Streckenende und quer (Strecke außer Betrieb) · Betriebs-/Güterbahnhof Streckenanfang, quer, rechts und Streckenende (Strecke außer Betrieb) (im Tunnel) · Betriebs-/Güterbahnhof Streckenende, quer, rechts und Streckenende (Strecke außer Betrieb) (im Tunnel) · Dienststation / Betriebs- oder Güterbahnhof |                                                  | Mine Ste-Anne Feldbahn und Seilbahn | Mine Ste-Anne Feldbahn und Seilbahn |
| Betriebs-/Güterbahnhof Streckenanfang und quer (Strecke außer Betrieb) · Betriebs-/Güterbahnhof Streckenende und quer (Strecke außer Betrieb) |                                                  | Mine Bois-du-Four Standseilbahn     | Mine Bois-du-Four Standseilbahn     |
| Betriebs-/Güterbahnhof Streckenanfang und quer (Strecke außer Betrieb) · Betriebs-/Güterbahnhof Streckenende und quer (Strecke außer Betrieb) |                                                  | Mine Sainte Barbe Standseilbahn     | Mine Sainte Barbe Standseilbahn     |
| Betriebs-/Güterbahnhof Streckenanfang und quer (Strecke außer Betrieb) · Betriebs-/Güterbahnhof Streckenende und quer (Strecke außer Betrieb) |                                                  | Mine Saint Jean Standseilbahn       | Mine Saint Jean Standseilbahn       |

Die Feldbahnen von Sexey-aux-Forges und Pont-Saint-Vincent waren vier jeweils etwa 0,3 bis 0,9 km lange Feldbahnen in der Region Grand Est (bis 2015 Lothringen).

## Geschichte
Die Gründung der vier Minen auf dem Plateau von Sexey-aux-Forges und Pont-Saint-Vincent geht auf die Niederlage im Deutsch-Französischen Krieg von 1870 und der darauf folgenden deutschen Besetzung von Lothringen zurück. Sie wurden alle von Unternehmen aus den Départements Meusienne und Haut Marne gegründet, weil es dort an Erz mangelte und nach dem Börsencrash von 1929 stillgelegt.
Die Eisenerzkonzession von Sexey-aux-Forges wurde am 3. Januar 1875 mit einer ursprünglichen Fläche von 268 ha an die Compagnie des Forges de Champagne vergeben, nachdem Ende der 1850er Jahre mehrere Prospektions-Bohrungen am Hang oberhalb des linken Moselufers nordwestlich von Pont-Saint-Vincent durchgeführt worden waren und nachdem der Ingenieur Alfred Braconnier (1839–1908) zwischen etwa 1869 und 1872 umfangreiche Suchkampagnen durchgeführt hatte. Die Konzession wurde am 31. März 1900 per Präsidialdekret auf 384 ha erweitert und erstreckte sich dann über die Gebiete der Gemeinden Sexey-aux-Forges und Pont-Saint-Vincent.
Am 31. Mai 1900 wurde sie mit den benachbarten, aber nicht an sie angrenzenden, Konzessionen Saint-Jean und Sainte-Barbe der Compagnie des Forges de Champagne, die 1912 von der damals in Gründung befindlichen S.A. des Aciéries de Micheville übernommen wurde, zusammengelegt. Die ersten Prospektions-Bohrungen, die auf eine zukünftige Ausbeutung der Mine Sainte-Anne hindeuteten, fanden erst zwischen 1902 und 1905 statt. Sie umfassten die Errichtung von Forschungsschächten und -stollen, deren Ergebnisse vielversprechende Ausbeutungsbedingungen boten.
Aufgrund des hohen Kapitalbedarfs wurde 1906 die S.A. des Mines de Sexey gegründet (Kapital: 1.500.000 Franc; Sitz in Pont-Saint-Vincent), die die Konzessionen von Sexey, Sainte-Barbe und Saint-Jean betreiben sollte. Neben der Compagnie des Forges de Champagne beteiligte sich das neue Unternehmen an den Forges de Vireux-Molhain, den Forges de l'Espérance in Louvroil und der S.A. d'Ougrée-Marihaye in Belgien.
Die letzten Vorbereitungsarbeiten für die Inbetriebnahme der Mine Sainte-Anne fanden zwischen 1908 und Oktober 1909 statt. Sie umfassten die Errichtung der Gebäude, die noch auf dem Gelände zu sehen sind, und die Einrichtung einer Schmalspurbahn zwischen dem Gelände und einem Hafen für den Versand des Erzes am Moselseitenkanal. Ein Erzspeicher wurde an einem Abstellgleis der Bahnstrecke Toul – Pont-Saint-Vincent auf dem Gebiet der Gemeinde Maron errichtet; er lag fast 3000 m vom Grubenfeld entfernt und war mit diesem durch eine Materialseilbahn mit Metallmasten verbunden. Die Erzförderung wurde während des Ersten Weltkriegs unterbrochen und erst 1923 wieder aufgenommen.
Der Betrieb der Mine wurde 1931 ausgesetzt und am 1. März 1932 endgültig eingestellt, was wahrscheinlich auf die Stilllegung der letzten Hochöfen in Saint-Dizier (Werk Marnaval) zurückzuführen ist, die damals der S.A. des Aciéries de Micheville gehörten. Zwischen 1910 und 1925 wurde eine Arbeitersiedlung, die sogenannte Cité Sainte-Anne, mit einem Wasserturm errichtet.

### Mine Sainte-Anne
Die Eisenerz-Grube Sainte Anne bei Pont-Saint-Vincent existierten bereits seit dem 15. Jahrhundert. Dank der ersten Kanalisierung der Mosel zwischen 1860 und 1870 konnte sie die Lastkähne für die Hochöfen in Neuves-Maisons mit Eisenerz versorgen. Sie wurde am 3. Januar 1875 durch die Société des mines de Champagne et Saint-Dizier betrieben.
Um 1911 zielte das beutete das Unternehmen L. Bloch & Cie den Kalksteinbruch auf dem Bauernhof Sainte-Anne, dem ehemaligen Steinbruch Brasseur ab. In diesem Steinbruch wurden hochwertige Bruchsteine produziert, die für Unterwasserarbeiten und als Steinschüttung sehr geschätzt wurden. Das Gestein eignete sich hervorragend als geschliffener Stein für den Innenausbau. Die Nancyer Bauindustrie wurde von Beginn des Betriebs an größtenteils von dort aus beliefert: Darunter waren das Nachtasyl von Nancy (Firma Luquet & Teyton), die neuen Schlachthöfe von Nancy (Firma Lioret), das Bayon-Hospiz (Firma Masson, Lunéville), die Pompey-Walzwerke (Firma Chéry), Büros und Häuser der Société Métallurgique de Neuves-Maisons (Firma Evrard, I. aus Nancy) und zahlreiche Privathäuser, die der Bauunternehmer Guillemin, auf dem Place de la Croix-de-Bourgogne aus Schutt des Steinbruchs Sainte-Anne errichtete. Auch die Steinsäule an der Ecole des Beaux-Arts in Nancy stammt aus diesem Steinbruch (Herr Lioret, Unternehmer).
Der Steinbruch Sainte-Anne lieferte ein sehr kalkhaltiges und wenig silikatisches Castin, weshalb es bei metallurgischen Betrieben in der Region für die Verarbeitung von Eisenerz begehrt war. Auf diese Weise lieferte das Unternehmen Bloch et Cie um 1911 etwa 450 Tonnen Flussmittel pro Tag an die Hochöfen von Neuves-Maisons. Auch die Hochöfen der Soudières de la Madeleine in Pompey im Nordosten von Lothringen verwendeten dieses Gestein.
Das Eisenerz der Mine Sainte-Anne wurde mit einer Feldbahn zum Schiffsanleger Sainte-Anne am alten Kanal gebracht. Ab 1913 wurde das Erz mit der als Zinzin bezeichneten Materialseilbahn zum anderen Moselufer transportiert und dort auf Normalspur-Güterwagen verladen. Die Materialseilbahn wurde zwischen 1939 und 1944 erneut eingesetzt, um Erz aus der Mine Bois-du-Four über die Mosel zu transportieren.

### Mine du Bois-du-Four

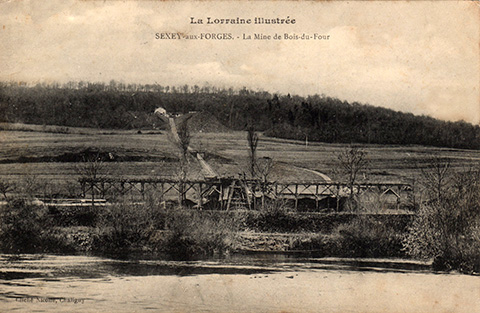
Mine du Bois-du-Four, um 1907

Die Eisenerz-Grube Bois-du-Four wurde 1859–1895 von J. Marcellot et Cie, Eurville betrieben. Das Erz wurde mit einer zweigleisigen Standseilbahn zum Ufer der Mosel gebracht und dort verschifft. Ab 1927 wurden zwei Deutz-Lokomotiven der Bauart ML228 mit der ungewöhnlichen Spurweite von 630 mm eingesetzt (Werksnummern 7216 und 7217). Während des Zweiten Weltkriegs wurde das Eisenerz zur Materialseilbahn Zinzin bei der ehemaligen Grube Sainte-Anne transportiert, da der Kanal nicht nutzbar war. Um 1966 wurde der Betrieb eingestellt.

### Mine Sainte-Barbe
Die Eisenerzgrube Sainte-Barbe wurde ab dem 3. Januar 1875 vom Maître de Forges de Commercy und dem Familienbetrieb Breuil et Söhne betrieben. 1881 von sie von der Société des Mines de Sexey übernommen und nach dem Bau des Fort Pélissier, wurde das Erz auf dem Teil außerhalb des Forts abgebaut. Das Erz wurde über eine Standseilbahn zum Schiffsanleger Saint Jean am alten Mosel-Kanal gebracht, bis der Betrieb 1930 eingestellt wurde.

### Mine Saint-Jean
Die Eisenerzgrube Saint-Jean wurde ab dem 22. Februar 1872 von der Société des Transports de Saint-Dizier betrieben. Das Erz wurde über eine Standseilbahn zum Schiffsanleger Rocmet am alten Mosel-Kanal gebracht, bis der Betrieb 1931  eingestellt wurde.

### Jährliche Fördermengen und Mitarbeiteranzahl
| 1910     | 1911     | 1912     |
| -------- | -------- | -------- |
| 56.520 t | 82.014 t | 85.092 t |

Personal:
- 40 Bergleute im Jahr 1910
- 3 Mitarbeiter im Jahr 1932 (für die Instandhaltung der Anlagen)